# Objective Caml
OCaml (о-ка-ем-ель, англ. Objective Caml) — одна із реалізацій мови програмування Caml.  Розширює базові можливості мови Caml об'єктно-орієнтованими можливостями.
До набору інструментів OCaml належить інтерактивний інтерпретатор, компілятор в байт-коди, та оптимізувальний компілятор у машинні коди.  OCaml має велику стандартну бібліотеку, яка робить його прийнятним для багатьох застосувань, аналогічним застосуванням Python або Perl, та потужні конструкції модульного та об'єктно-орієнтованого програмування, які роблять його прийнятним для розробки великих систем.
OCaml є наступником Caml Light.  Скорочення CAML означає Categorical Abstract Machine Language, хоча OCaml не використовує цей абстрактний автомат.

## Філософія
OCaml об'єднує функціональний, імперативний та об'єктно-орієнтований стилі програмування під дахом ML-подібної системи типів.
Статична система типів OCaml усуває великий клас помилок програмування, які можуть викликати проблеми під час виконання програми.  Однак, вона також примушує програміста враховувати обмеження системи типів, що може потребувати великої уваги.  Компілятор з виведенням типів значною мірою зменшує потребу в ручному позначенні типів (наприклад, тип даних змінних та підписи функцій, як правило, вказувати не треба на відміну від мови програмування Java).  Тим не менш, ефективне використання системи типів OCaml може вимагати певної гнучкості з боку розробника.

## Особливості
До особливостей OCaml належить статична система типів, виведення типів, параметричний поліморфізм, хвостова рекурсія, замикання першого рівня з підтримкою в лексиці мови, функтори (параметризовані модулі), обробка винятків, та автоматичне прибирання пам'яті.

## Приклади коду
Найкращий спосіб вивчення вихідних текстів програм на OCaml є обробка інтерпретатором в режимі «верхнього рівня».  Цей режим є інетрактивним сеансом роботи з інтерпретатором OCaml, який відображає виведені типи результатів або введених виразів.  Інтерпретатор в режимі «верхнього рівня» запускається програмою ocaml:
```
  $ ocaml
       Objective Caml version 3.09.0

  #
```

Після цього, можна вводити код в рядку запиту, який починається на «#».  Наприклад, для обчислення 1+2·3:
```
  # 1 + 2 * 3;;
  - : int = 7
```

OCaml робить висновок, що тип виразу має бути int (машинне ціле) та виводить результат 7.

### Hello World
Наступна програма hello.ml:
```
 
print_endline
 
"Hello world!"
;;

```

може бути скомпільована в байт-коди:
```
$ ocamlc hello.ml -o hello
```

та виконана:
```
$ ./hello
Hello world!
$
```

### Алгоритм Евкліда
Рекурсивна функція для обчислення найбільшого спільного ділильника за алгоритмом Евкліда матиме вигляд:
```
let
 
rec
 
gcd
 
a
 
b
 
=

  
if
 
b
=
1
 
then
 
1
 
else

    
let
 
rest
 
=
 
a
 
mod
 
b
 
in

      
if
 
rest
 
=
 
0
 
then
 
b
 
else
 
gcd
 
b
 
rest
;;

```

### Гра "Вгадай число"
OCaml позиціюється як мова загального призначення, тому на ній можна писати програми не тільки з науковими цілями.
```
let
 
secret
 
=
 
Random
.
int
 
100
 
in

let
 
rec
 
wait
 
()
 
=

	
print_string
 
"Ваша пропозиція: "
;

	
analyze
 
(
read_int
 
()
)

and
 
analyze
 
input
 
=

	
if
 
input
 
=
 
secret
 
then
 
print_string
 
"Правильно! Ви вгадали.
\n
"

	
else
 
if
 
input
 
<
 
secret

		
then
 
print_and_wait
 
"Ні, занадто маленьке
\n
"

		
else
 
print_and_wait
 
"Ні, занадто велике
\n
"

and
 
print_and_wait
 
x
 
=
 
print_string
 
x
;
 
wait
 
()

in

print_and_wait
 
"

	Запрошуємо до гри 
\"
Вгадай число
\"
, написаної на OCaml!

Я тільки що загадав число у межах [0..100]

і тобі треба постаратись його відгадати. Щасти!
\n
"
 
;;

```

## Застосування
OCaml є мовою програмування загального призначення, однак, до найвідоміших її застосувань належать:

### Комп'ютерні науки
- Доведення теорем (Coq, HOL Light, MetaPRL[недоступне посилання], Darwin)
- Аналіз програм (CIL, C Code Analyzer [Архівовано 9 жовтня 2006 у Wayback Machine.], Astre'e [Архівовано 11 квітня 2004 у Wayback Machine.], RopasWork[недоступне посилання з червня 2019])
- Розробка компіляторів (компілятор OCaml, Felix [Архівовано 21 листопада 2006 у Wayback Machine.], MTASC, haXe, Opa)

## Зноски
1. ↑  http://caml.inria.fr/ocaml/release.en.html